# Змієїд чубатий
Змієїд чубатий (Spilornis cheela) — вид соколоподібних птахів. Хижий птах середнього розміру, що мешкає в лісах тропічної Азії. Також чубатий змієїд мешкає в межах Індійського субконтиненту, в Південно-Східній Азії і Східній Азії. Залежно від континенту між чубитими змієїдами існують значні відмінності, і деякі експерти вважають за краще розглядати деяких представників цього виду як окремі види. У минулому кілька видів, включаючи філіппінського чубатого змієїда (S. holospila), Андаманського чубатого змієїда (S. elgini) і великого зміївидного орла (S. klossi), розглядалися як підвиди чубатого зміїного орла. У всіх членів видового комплексу є масивна голова з довгим пір'ям на потилиці, що додають йому вид гриви і чубчика.